# Skiatophytum tripolium
Skiatophytum tripolium là một loài thực vật có hoa trong họ Phiên hạnh. Loài này được (L.) L. Bolus miêu tả khoa học đầu tiên năm 1927.